# Live in Europe 1993
A 2006-ban megjelent Live in Europe 1993 a Deep Purple második felállásának (Mk II.) 4 CD-s dobozos koncertalbuma (box set). A felvételek 1993-ban a 25 éves jubileumi turnén készültek Birminghamben és Stuttgartban. A turnén lépett ki Ritchie Blackmore végleg az együttesből, őt Joe Satriani helyettesítette a többi koncerten. A koncertekről már megjelent egy koncertalbum és DVD, a Come Hell or High Water, a Live in Europe a két koncert teljes anyagát tartalmazza.

## Számok listája

### Birmingham NEC – 1993. november 9.
1. CD:
1. Highway Star – 8.30
2. Black Night – 4.58
3. Talk About Love – 4.13
4. A Twist In The Tail – 4.24
5. Perfect Strangers – 6.50
6. Beethoven – 4.49
7. Jon's Keyboard Solo – 6.41
8. Knockin' At Your Back Door – 7.38
9. Anyone's Daughter – 4.10

2. CD:
1. Child In Time – 9.35
2. Anya – 7.45
3. The Battle Rages On – 5.55
4. Lazy – 3.07
5. Drum Solo – 3.39
6. Space Truckin' – 2.42
7. Woman From Tokyo – 2.20
8. Paint It Black – 5.51
9. Hush – 7.03
10. Smoke On The Water – 9.42

### Schleyer Halle, Stuttgart – 1993. október 16.
1. CD:
1. Highway Star – 5.33
2. Black Night – 6.04
3. Talk About Love – 4.11
4. A Twist In The Tale – 4.33
5. Perfect Strangers – 6.43
6. The Mule – 2.13
7. Beethoven's Ninth – 8.06
8. Knocking At Your Back Door – 8.31
9. Anyone's Daughter – 4.05
10. Child In Time – 10.14
11. Anya – 12.32

2. CD:
1. The Battle Rages On – 6.14
2. Lazy – 8.42
3. In The Hall Of The Mountain King – 1.44
4. Space Truckin' – 2.23
5. Woman From Tokyo – 5.48
6. Paint It Black – 4.50
7. Speed King – 6.55
8. Hush – 3.34
9. Smoke On The Water – 10.54

## Előadók
- Ian Gillan – ének
- Ritchie Blackmore – szólógitár
- Jon Lord – billentyűk
- Roger Glover – basszusgitár
- Ian Paice – dob